# Избори за председника Републике Македоније 2004.
Избори за председника Северне Македоније 2004. који су одржани на 14. април и 28. април 2004. године. За председника је изабран Бранко Црвенковски.